# Зая Акінс
Зая Акінс (англ. Zaya Akins, нар. 30 серпня 2005) — американська легкоатлетка, яка спеціалізується у бігу на короткі дистанції.

## Спортивні досягнення
Чемпіонка світу серед юніорів у естафетному бігу 4×400 метрів (2022, виступала в забігу).
Срібна призерка чемпіонату США серед юніорів у бігу на 400 метрів (2022).